# کلایتون اندرسون
کلایتون اندرسون (به انگلیسی: Clayton Anderson) فضانورد اهل ایالات متحده آمریکا است که در ۲۳ فوریهٔ ۱۹۵۹ میلادی در اوماها زاده شد. وی در مأموریت اس‌تی‌اس-۱۱۷، اکسپدییشن ۱۵، ۱۶، اس‌تی‌اس-۱۲۰، اس‌تی‌اس-۱۳۱ حضور داشته است.